# Festa do Avante!
Festa do Avante! of kortweg Avante! is een jaarlijks driedaags cultureel en politiek festival in Portugal. Het vindt jaarlijks plaats in september. Het werd voor het eerst georganiseerd in 1976 door de Portugese Communistische Partij (PCP) en is vernoemd naar de partijkrant Avante! Sinds 1990 wordt het georganiseerd in de gemeente Seixal, een voorstad van Lissabon, op terreinen van de partij. Met zo'n 300.000 bezoekers per editie is Festa do Avante! een van de grootste festivals van Portugal.

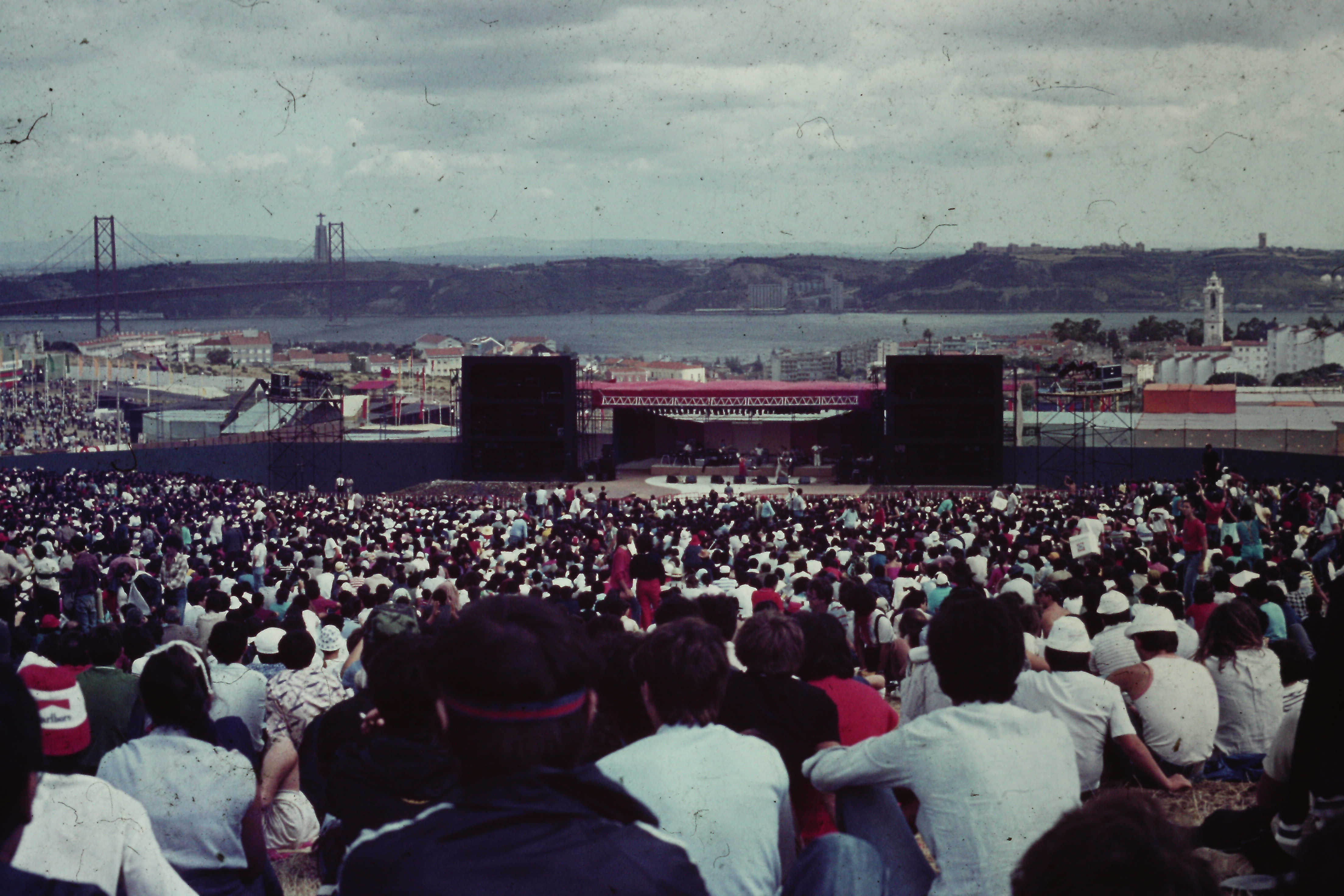
Jaren 1980
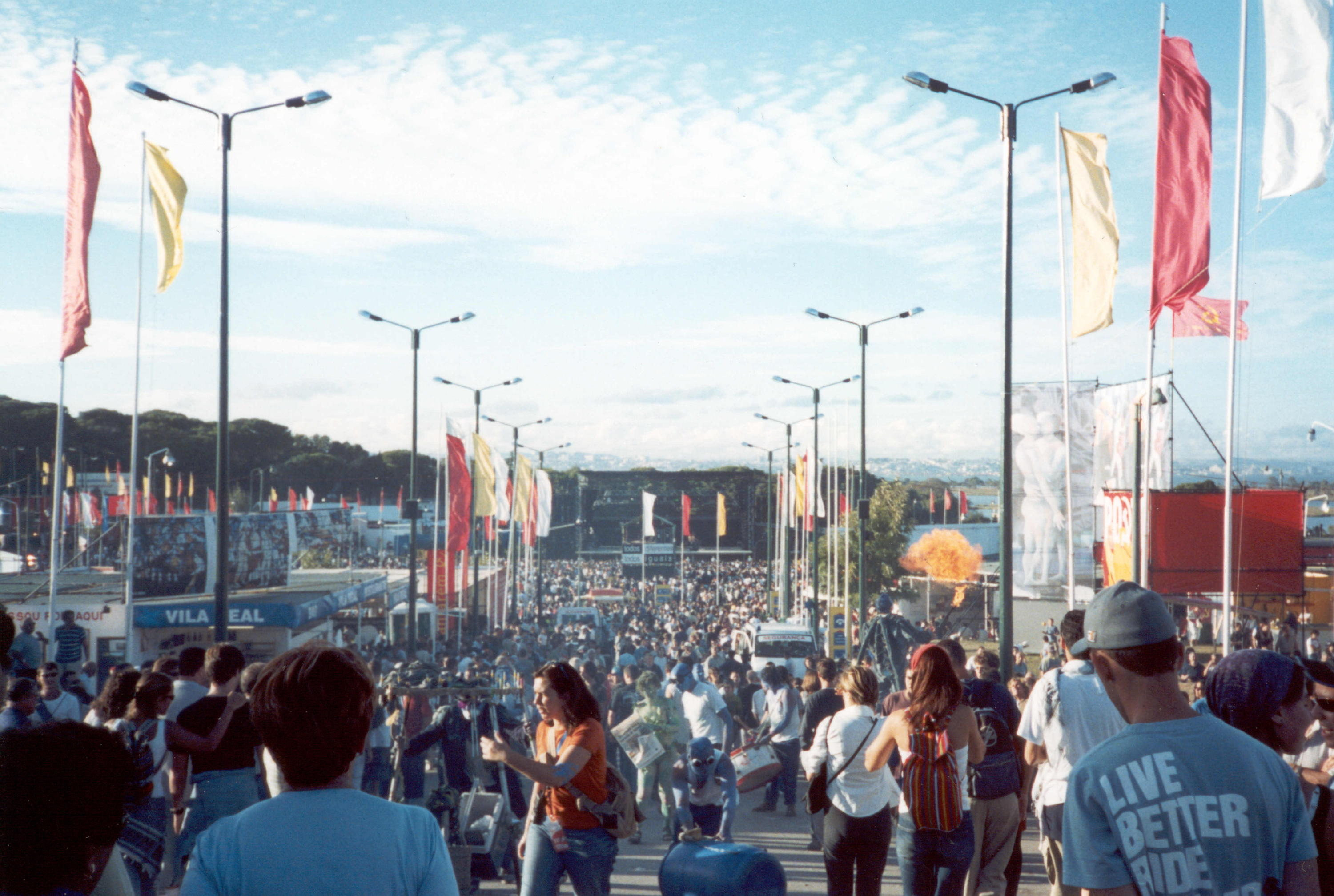
2001
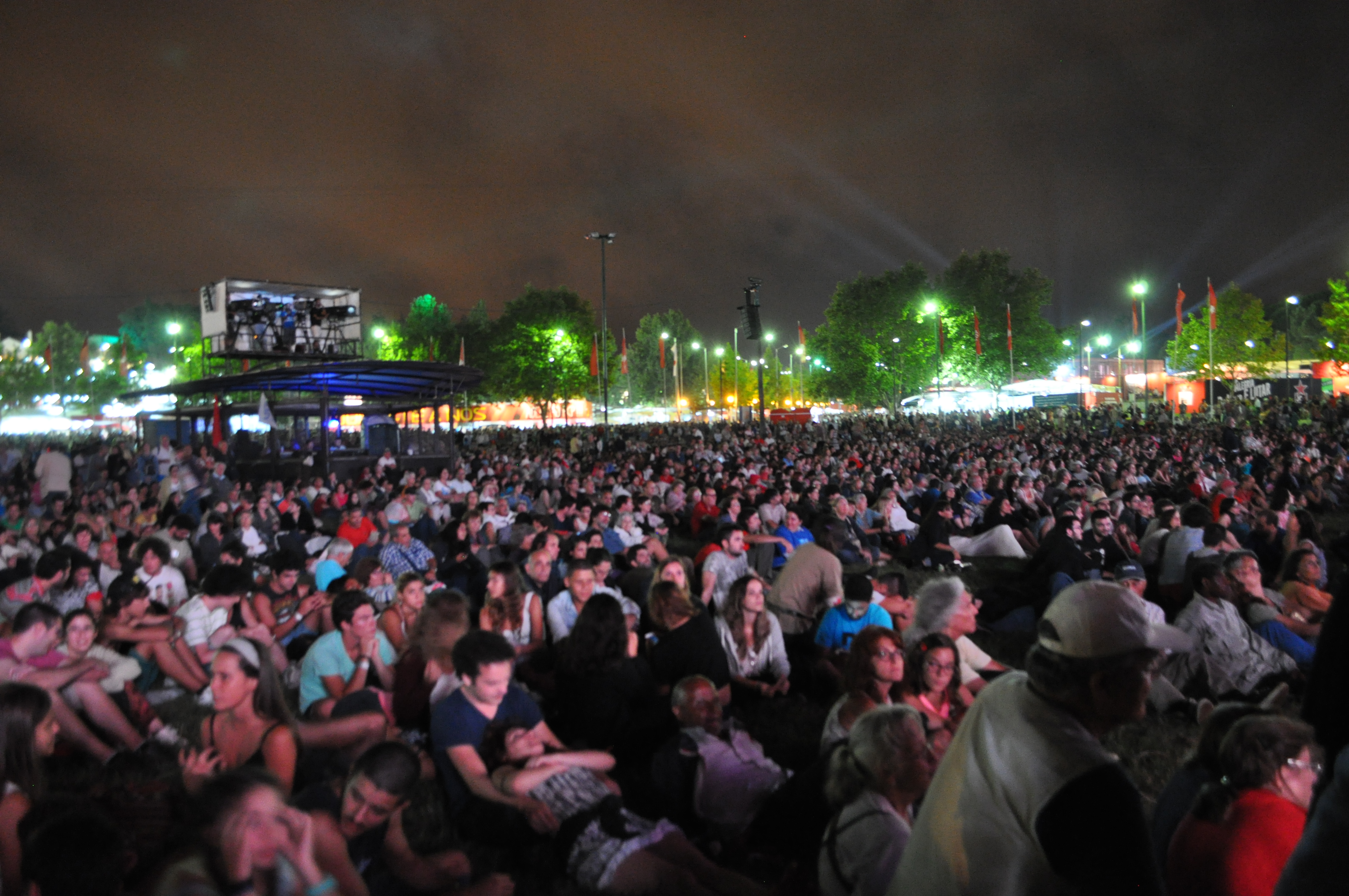
2014